# Boulevard de la Côte-Vertu
Le boulevard de la Côte-Vertu est un boulevard de l'arrondissement Saint-Laurent à Montréal. 

## Situation et accès
Il traverse l'arrondissement du nord-est au sud-ouest du Centre technique d'Air Canada à l'ouest l'autoroute Chomedey (13) (dans la ville de Dorval) jusqu'à l'autoroute des Laurentides (15) où il prend le nom de Rue Sauvé. Le tronçon à l'intérieur de la ville de Dorval est resté sous le nom chemin de la Côte-Vertu.

## Origine du nom

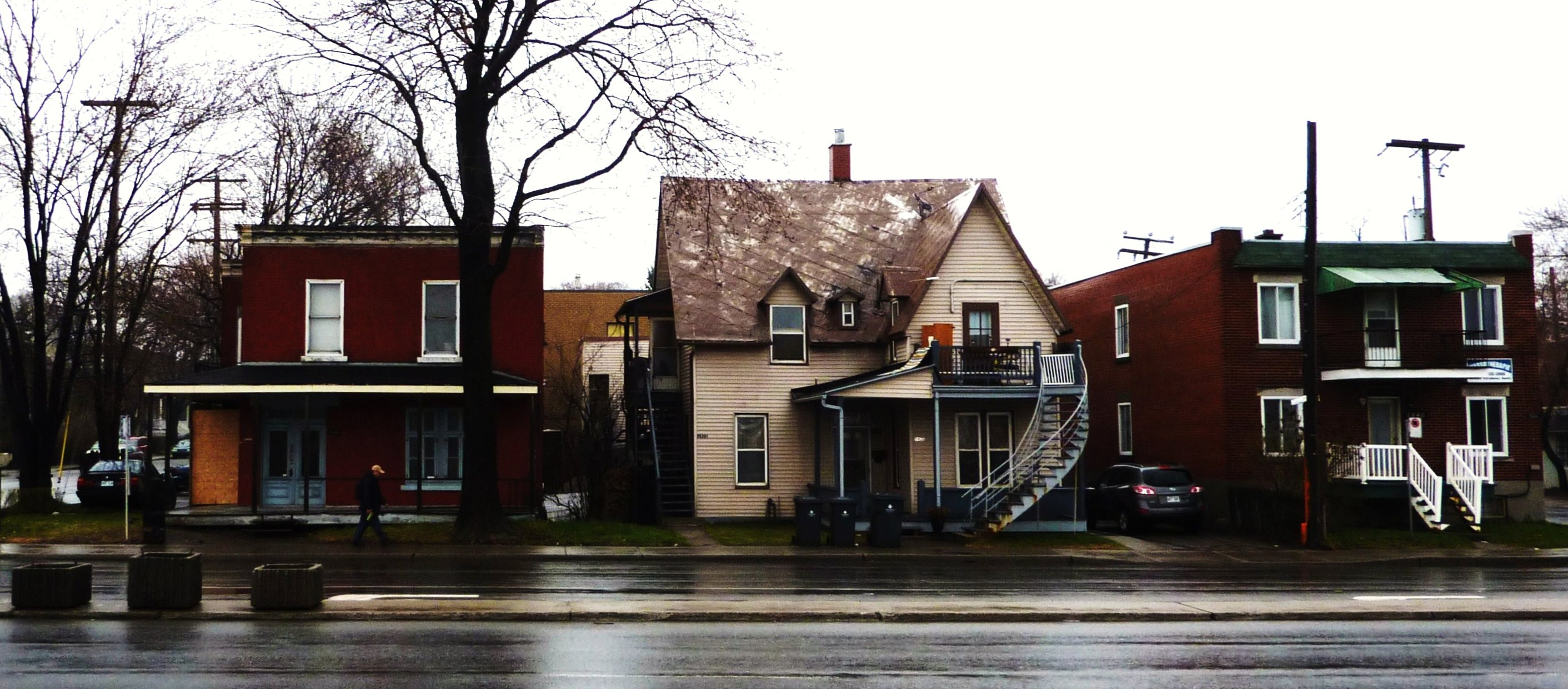
Maisons traditionnelles le long du boulevard, 2011

Comme pour le Chemin de la Côte-de-Liesse, ce nom évoque un lieu de pèlerinage en France dédié à Notre-Dame. Les sulpiciens nommeront quelques côtes de la seigneurie de l'île de Montréal en l'honneur de la Sainte-Vierge pour laquelle ils ont une grande dévotion.
Une station terminus du Métro de Montréal nommée station Côte-Vertu se situe au coin de ce boulevard et du boulevard Décarie.